# テキスポ
テキスポ（texpo　未来執筆空間）とは、未来検索ブラジルによる少額決済でのテキストコンテンツ売買を目指したウェブ出版サイト。メールマガジン配信プラットフォームまぐまぐの創立者である深水英一郎により発案、開発された。2007年12月にプロトタイプバージョンが公開。2011年12月をもってサービス停止。

## 特徴
- モリタポに登録したユーザーは、自由に執筆できる。無料で公開することもできるし、有料（モリタポで支払い）にすることもできる。作品への価格（モリタポ数）は登録メンバーが自分で設定できる。
- 執筆したテキストのまとまりを比喩的に「本」と呼び、表紙も付けられる。
- 作品に対して読者はコメントすることが出来る。気に入った執筆者にモリタポで寄付できる。20モリタポが最低金額。
- ジャンルは、「小説」、「コラム」、「日記」、「社説」などがカテゴリとして用意されている。
- 解説によると、プロトタイプ版では有料設定の投稿の購入に対してマージンを取らないが、将来的には5%の手数料を取るそうである。
- 執筆者には、自分の「本」の「閲覧数」や「読者数」の情報が開示されるが、それらの項目は本の内容を読んだ人の数ではなく、目次を読んだ人の数のことを指した。（誤解しやすいというユーザーからの声から、2008年4月に、「閲覧数」は「目次閲覧数」に改良された）